# Linaria cannabina
El pardillo común (Linaria cannabina) es una especie de ave paseriforme de la familia Fringillidae propia del Paleártico occidental.

## Características

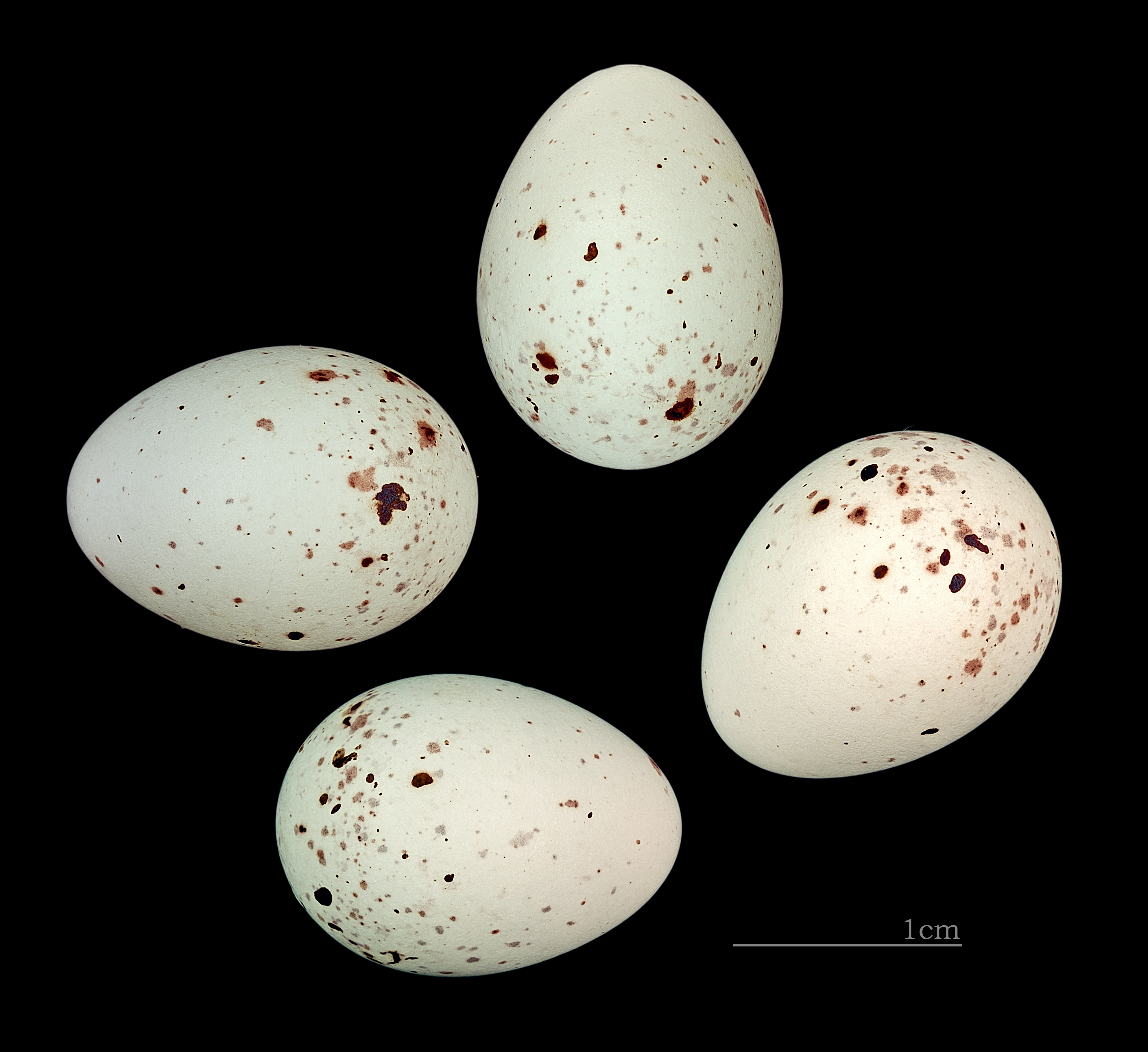
Huevos de Pardillo común

El ave procrea en Europa, el oeste de Asia y el norte de África. Es parcialmente residente, pero muchos pájaros del este y del norte migran más al sur o se trasladan a las costas.
Tierras abiertas con densos matorrales favorecen la cría. Construye sus nidos en una mata, poniendo de cuatro a siete huevos. 
Pueden volar en grandes bandadas fuera de la estación de procreación, a veces mezclada con otros fringílidos, tales como el pardillo piquigualdo (Carduelis flavirostris), en costas y ciénagas salinas. Se alimenta de semillas. 
Es un pájaro delgado con una cola larga. Las partes externas son pardas, el cogote es algo blancuzco y el pico es gris. El macho en verano tiene la nuca gris, parches rojos en cabeza y pecho rojo. 
Las hembras y los jóvenes no presentan coloración rojiza y la zona ventral es de color blanco salpicado de vetas con el pecho muy lustroso. El canto tiene trinos rápidos y píos.
A veces pueden avistarse a centenares de kilómetros mar adentro.

## Taxonomía
En 1758 Carlos Linneo incluyó al pardillo común en la 10.ª edición de Systema naturæ bajo el nombre binomial de Acanthis cannabina. Su nombre específico, cannabina, es una referencia al cáñamo, de cuyas semillas se alimenta. El pardillo común es asignado con frecuencia al género Carduelis, sin embargo, el análisis filogenético de la secuenciación de ADN mitocondrial y nuclear indican que pertenece al género Linaria.
Existen siete subespecies reconocidas:
- L. c. autochthona (Clancey, 1946) – Escocia.
- L. c. cannabina (Linnaeus, 1758) – oeste, centro y norte de Europa, este y centro de Siberia. No cría en el norte de África y el sudoeste de Asia.
- L. c. bella (Brehm, CL, 1845) – Oriente Medio a Mongolia y noroeste de China.
- L. c. mediterranea (Tschusi, 1903) – península ibérica, Italia, Grecia, norte de África e islas mediterráneas.
- L. c. guentheri (Wolters, 1953) – Madeira
- L. c. meadewaldoi (Hartert, 1901) – oeste y centro de las islas Canarias (El Hierro y Gran Canaria).
- L. c. harterti (Bannerman, 1913) – este de las islas Canarias (Alegranza, Lanzarote y Fuerteventura).

## Conservación
El pardillo común está en la Lista Roja de la UICN como una especie bajo preocupación menor, en el Reino Unido aparece listada en Biodiversity Action Plan como de prioridad. Las poblaciones británicas se reducen, lo cual es atribuido al incremento del uso de herbicidas, para abatir matorrales agresivos.